# Carex pseudovulpina
Carex pseudovulpina là một loài thực vật có hoa trong họ Cói. Loài này được K.Richt. mô tả khoa học đầu tiên năm 1890.